# Slavoljub Muslin
Slavoljub Muslin (Belgrado, 15 de junho de 1953) é um treinador de futebol e ex-futebolista sérvio. Como treinador, o maior sucesso de Muslin foi vencer a Taça Intertoto da UEFA de 1995, com o Bordeaux. Ele também foi treinador da seleção Sérvia em 2016. Durante seu tempo no comando, a Sérvia terminou em primeiro lugar no grupo de qualificação para a Copa do Mundo de 2018, à frente da República da Irlanda, o que classificou a Sérvia para um grande torneio competitivo após oito anos. Apesar disso, seu tempo como treinador da Sérvia terminou em outubro de 2017.